# Stigmella abachausi
Stigmella abachausi är en fjärilsart som beskrevs av Antonius Johannes Theodorus Janse 1948. Stigmella abachausi ingår i släktet Stigmella och familjen dvärgmalar. Inga underarter finns listade i Catalogue of Life.